# Bombardiere

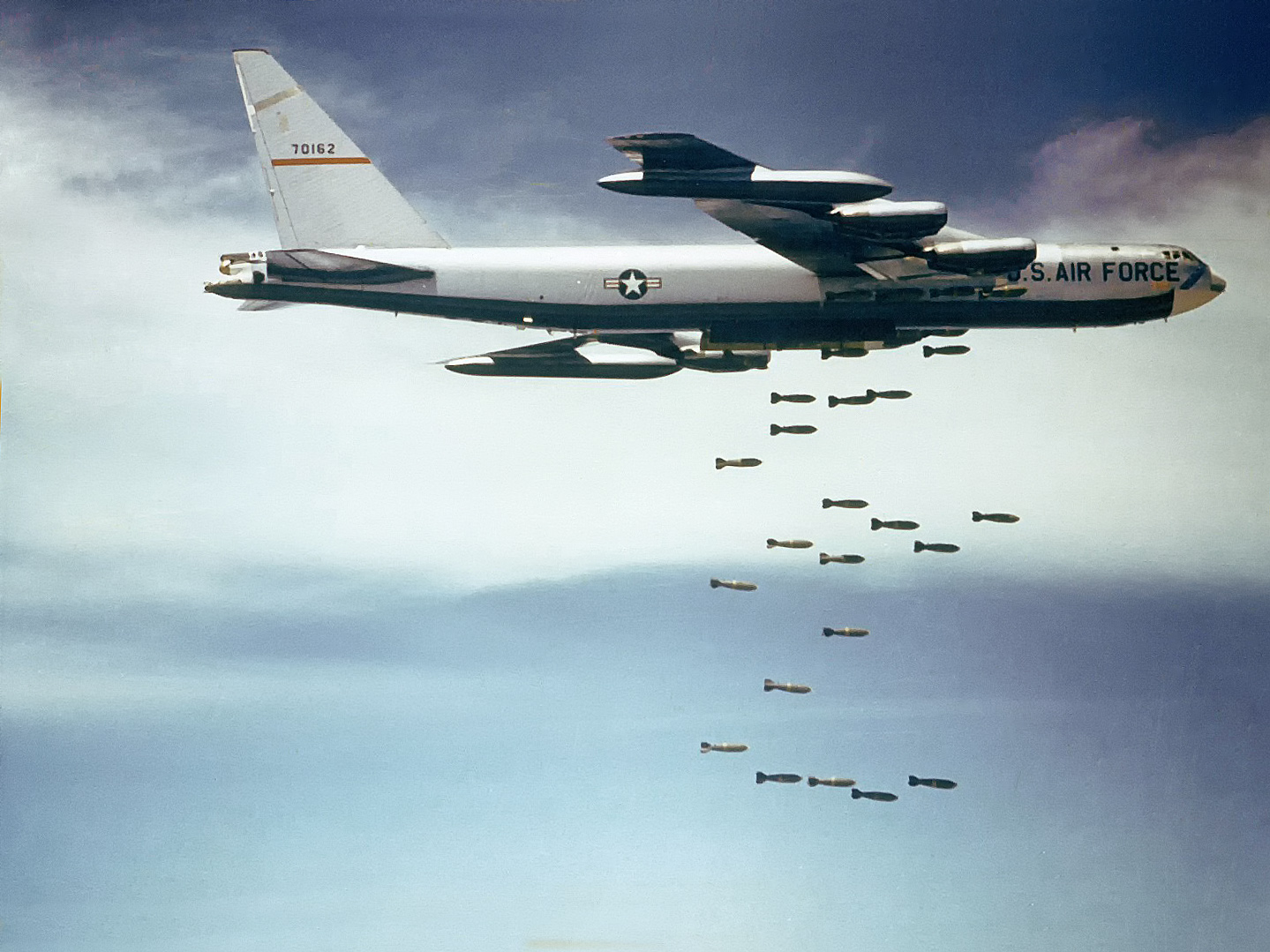
Il più famoso e longevo bombardiere strategico, il Boeing B-52 Stratofortress

Un bombardiere è un aereo militare progettato per attaccare obiettivi di terra. Il termine deriva dall'ordigno bellico tipicamente impiegato, la bomba aerea, anche se i bombardieri impiegano vari tipi di arma oltre a quest'ultima, tra i quali razzi, siluri e missili.

## Descrizione

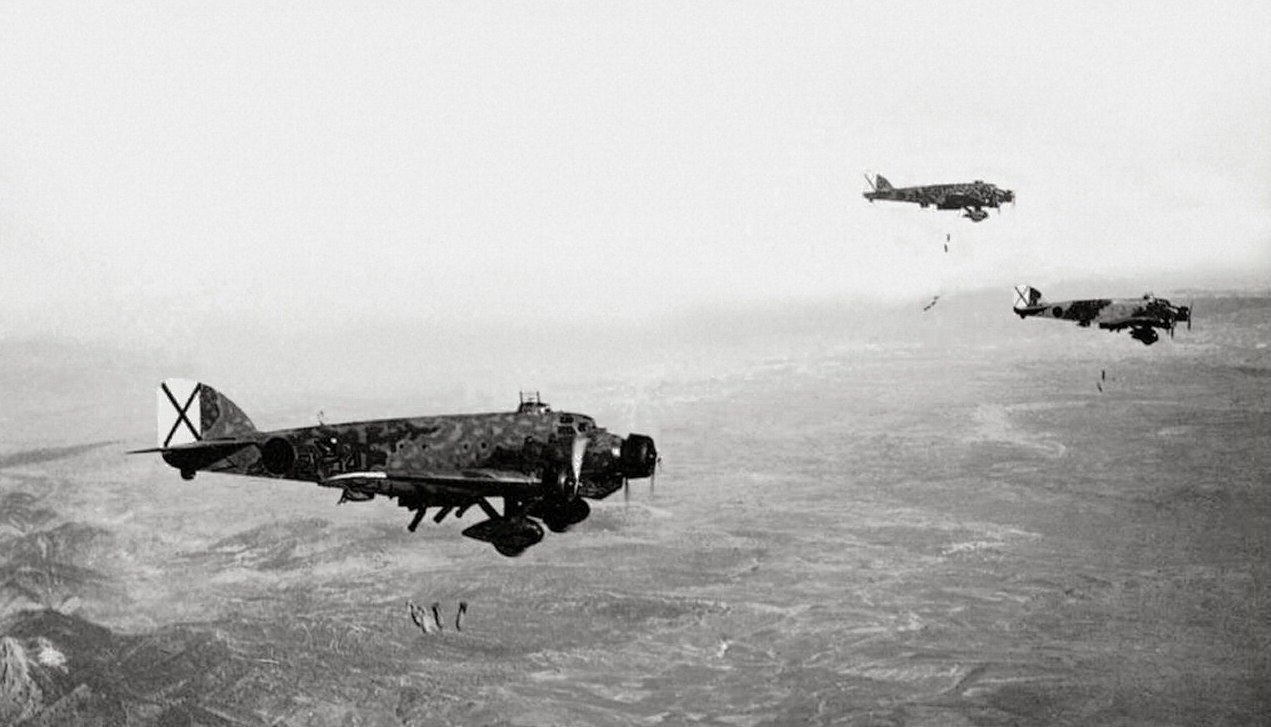
Trio di bombardieri Savoia-Marchetti S.M.81 "Pipistrello".

Nel corso della storia dell'aviazione il bombardiere ha subìto costanti miglioramenti nelle prestazioni e nelle capacità di carico, dovuti alle nuove scoperte in campo motoristico, aerodinamico e nell'uso dei materiali di costruzione, nonché nel campo dell'armamento. Si passò così dai primi bombardieri della prima guerra mondiale, costruiti in legno e rivestiti in tela in grado di sganciare granate a mano, a quelli della seconda guerra mondiale, con struttura e rivestimento interamente metallici e in grado di trasportare un carico bellico incisivamente maggiore a distanze più lunghe ed a velocità più alte, fino ai moderni bombardieri strategici e cacciabombardieri, in grado non solo di incrementare le prestazioni in termini di autonomia, carico e velocità rispetto ai modelli precedenti, ma anche di utilizzare armi più sofisticate come i già citati missili, razzi o bombe guidate e di essere meno tracciabili per la sorveglianza radar grazie alle tecnologie stealth. Alcuni modelli famosi sono il Tupolev Tu-95, il B-17 Flying Fortress, il B-29 Superfortress, il B-52 Stratofortress, l Heinkel He 111, l'Aichi D3A, il Junkers Ju 87 Stuka, il Panavia Tornado, il B-2 Spirit e l'AMX International.

## Storia

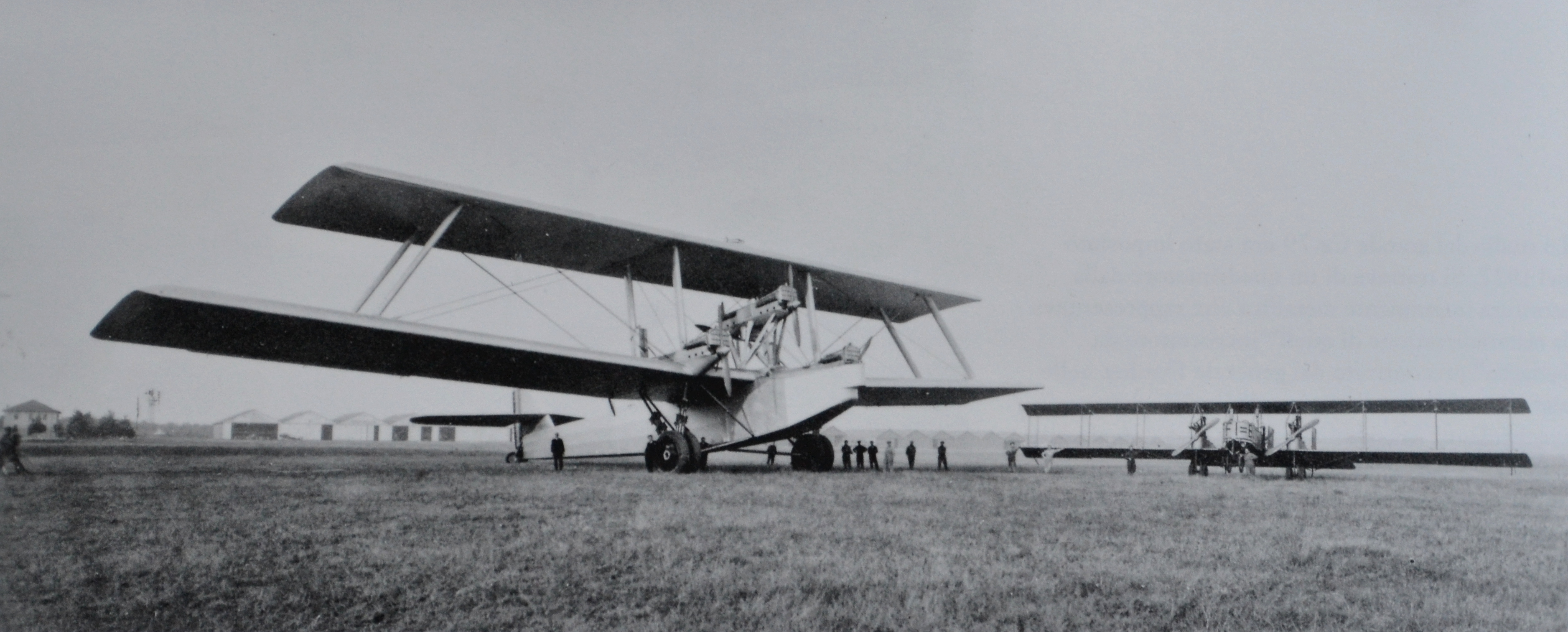
Caproni Ca 90 e Ca 36.

Il primo impiego bellico del bombardiere avvenne durante la guerra di Libia il 1 novembre 1911, quando un pilota italiano, il marchese Giulio Gavotti sorvolò le linee turche e la prima granata, grande come un'arancia, cadde sulle truppe turche.
Nel 1912 il pilota bulgaro Hristo Toprakčiev suggerì di sganciare bombe (come le granate venivano chiamate nell'Esercito bulgaro al tempo) sulle posizioni turche. Nel 1913 il progettista russo Igor' Sikorskij realizzò il primo bombardiere quadrimotore, cui diede il nome di un mitico guerriero russo, Il'ja Muromec. La prima guerra mondiale vide l'affermarsi del bombardiere quale aeroplano plurimotore specificamente finalizzato al bombardamento. Da segnalare i trimotori italiani progettati dall'ingegnere Giovanni Caproni, in accordo con le teorie strategiche di Giulio Douhet. Il periodo fra le due guerre e la seconda guerra mondiale videro lo sviluppo sia del bombardiere strategico plurimotore che del monomotore d'assalto, ad esempio lo Stuka, aereo da supporto ravvicinato.

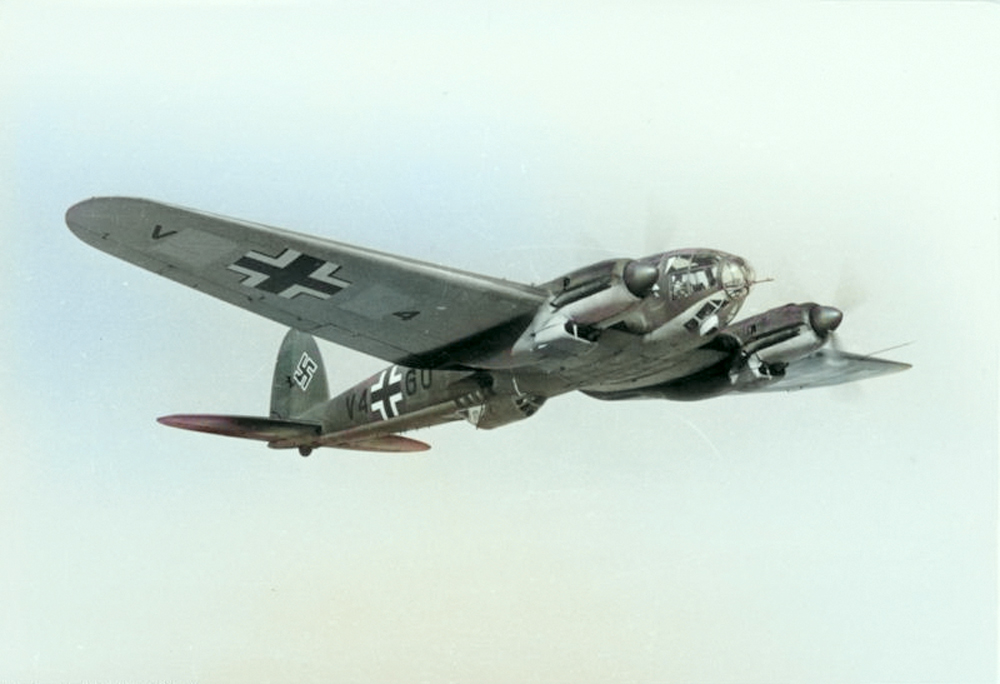
L'Heinkel He-111, aereo civile che venne trasformato in bombardiere medio, alla fine si ritrovò a svolgere diversi compiti: venne infatti utilizzato come bombardiere strategico e notturno, ma anche nel ruolo di vettore di armi come il siluro e le prime forme di missili da crociera, antinave e bombe guidate.

Generalmente i bombardieri trasportano armamento aria-aria difensivo e non sono progettati per impegnarsi in combattimenti aerei con altri velivoli. I bombardieri sono difesi dalle mitragliatrici di bordo e dalle contromisure elettroniche. Di solito sono molto grandi e poco maneggevoli, sebbene alcuni in passato riusciscero a superare in velocità i contemporanei caccia, come ad esempio i Savoia-Marchetti S.M.79. Gli aerei da attacco al suolo sono più piccoli, più veloci e leggermente più agili dei tradizionali bombardieri; possono però trasportare missili aria-aria a corto e medio raggio per l'autodifesa.
Nelle moderne forze aeree la distinzione tra bombardieri, caccia-bombardieri e aerei da attacco al suolo è diventata poco netta. Molti aerei da attacco possono assomigliare ai tradizionali caccia, ma sono ottimizzati per sganciare bombe ed hanno una ridotta capacità di difendersi nei combattimenti aerei; le caratteristiche del progetto li rendono ottimi per il loro ruolo, ma nettamente inferiori ai caccia da superiorità aerea. Al contrario, molti aerei da caccia, come ad esempio l'F-16 Fighting Falcon, sono utilizzati come bombardieri sebbene siano stati progettati per i combattimenti aerei. La distinzione tra bombardiere e caccia-bombardiere/aereo da attacco al suolo è dovuta all'autonomia: in genere il primo è in grado di raggiungere obiettivi in profondità nel territorio nemico, mentre i secondi limitano il loro intervento nelle vicinanze del campo da battaglia; anche questa differenza però è stata colmata grazie alla tecnica del rifornimento in volo, che permette di estendere il raggio d'azione dei velivoli.

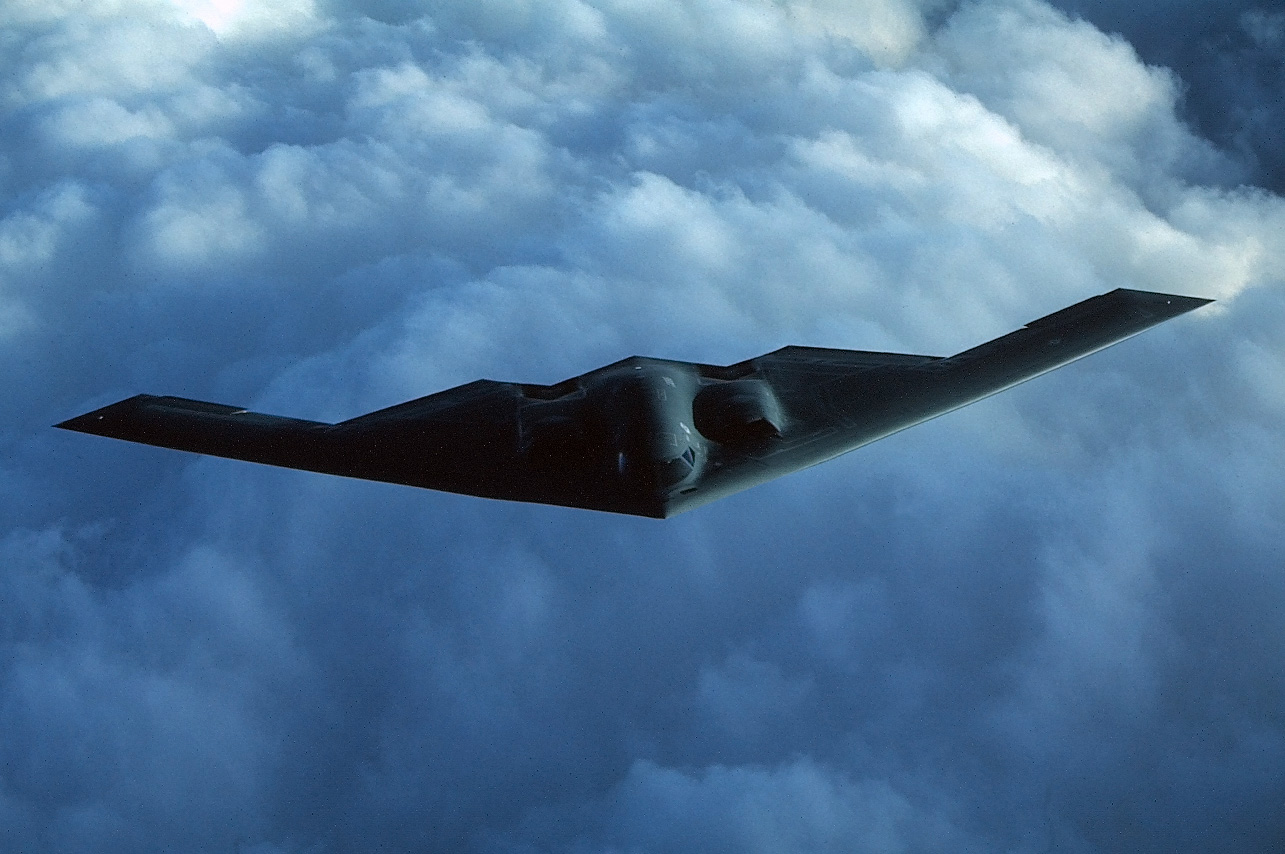
Il Northrop Grumman B 2 "Spirit" è l'aereo più dispendioso mai costruito, dal costo medio unitario di 737 milioni $ e realizzato in soli 21 esemplari. Fino all'introduzione del B 21 Raider è stato certamente anche il più avanzato bombardiere strategico in servizio.

Lo sviluppo dei grandi bombardieri strategici ha subito un brusco rallentamento verso la fine della guerra fredda a causa dei costi crescenti e dell'avvento dei missili balistici intercontinentali, che hanno la stessa capacità di deterrente a costi minori e con minore probabilità di essere intercettati. Il programma dell'USAF XB-70 Valkyrie è stato cancellato per questi motivi agli inizi degli anni sessanta, e i successivi Rockwell B-1 Lancer e B-2 Spirit sono entrati in servizio solo dopo problemi sia di sviluppo sia politici. A causa dell'altissimo costo di un singolo esemplare, ne sono stati costruiti pochi e di conseguenza bombardieri come il B-52, progettato negli anni cinquanta, continueranno a volare anche nel XXI secolo. 
Anche l'Unione Sovietica ritirò dal servizio il bombardiere a medio raggio Tupolev Tu-22 negli anni settanta, ma il successore non entrò mai in servizio. Il Tupolev Tu-160, capace di raggiungere Mach 2, è stato costruito solo in pochi esemplari, lasciando al Tupolev Tu-16 e al Tupolev Tu-95, entrambi risalenti agli anni cinquanta, il compito di entrare nel XXI secolo. L'era dei bombardieri strategici in Gran Bretagna finì con il ritiro dal servizio, nel 1983, dell'ultimo dei V-Bombers (il Vickers Valiant, l'Handley Page Victor e l'Avro Vulcan).

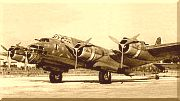
Il Piaggio P 108 è stato l'unico bombardiere pesante in possesso alla Regia Aeronautica nella Seconda Guerra Mondiale, prodotto in un quantitativo tuttavia modesto.

Dal 1992, ovvero l'anno in cui la Russia sospese unilateralmente i propri voli, l'unica nazione, oltre agli Stati Uniti, a mantenere in servizio bombardieri strategici è la Repubblica Popolare Cinese, che possiede un certo numero di Tupolev Tu-16 di costruzione cinese conosciuti come H-6. Nell'agosto 2007 tuttavia, il presidente russo Putin ha ufficialmente dichiarato la ripresa dai voli strategici su base permanente dei bombardieri, che infatti sono stati diverse volte sorpresi e scortati vicino ai confini di diversi paesi della NATO. Tale decisione sembrerebbe avere più una valenza politica dimostrativa, piuttosto che indicare una svolta nelle concezioni strategiche.
Nella lunga storia dell'Aeronautica Militare Italiana ci sono stati molti aerei da attacco al suolo, caccia-bombardieri e bombardieri medi, ma nessun bombardiere strategico, sebbene imperassero le teorie del Generale Giulio Douhet sul bombardamento strategico.
L'unico modello di questo tipo di aereo, il quadrimotore Piaggio P.108, fu costruito durante la seconda guerra mondiale in soli 14 esemplari, ma non ebbe il tempo di dimostrare tutte le sue potenzialità a causa degli eventi bellici, ed anzi venne relegato all'attacco di obiettivi navali.

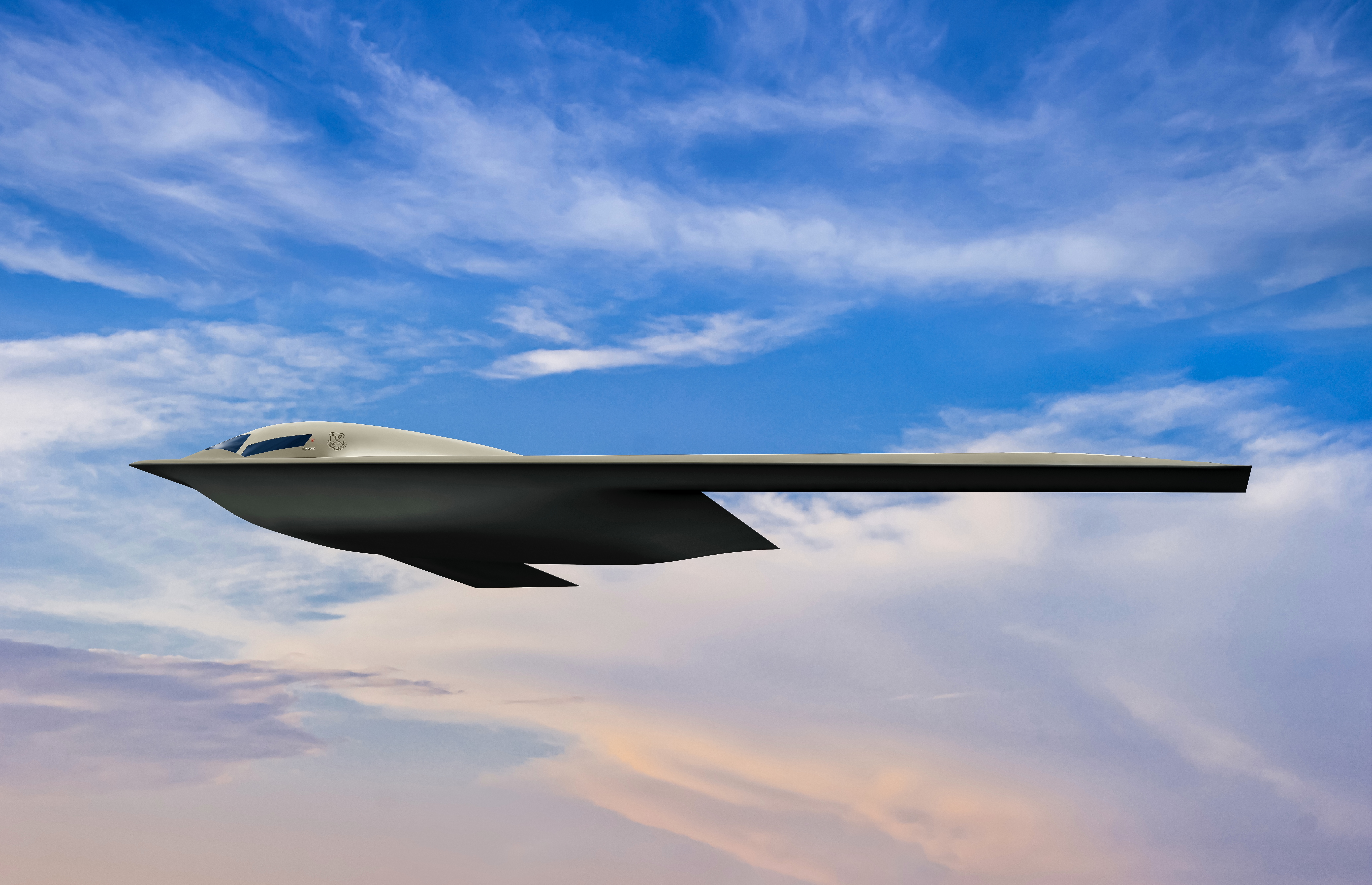
Rendering artistico del bombardiere Northrop Grumman B 21 Raider, primo aereo militare considerato di Sesta Generazione ad aver compiuto il primo volo, avvenuto il 10 novembre 2023.

I progetti negli USA e in Russia per la successione dei bombardieri strategici sono solo teorici, e le attuali pressioni politiche e di bilancio fanno ritenere che rimarranno tali. Negli Stati Uniti la vita operativa degli attuali modelli è stata estesa in modo da farli rimanere in servizio fino alla metà o alla fine degli anni 2020, senza alcun progetto di rimpiazzo.

## Tipi di bombardiere

### Bombardiere strategico

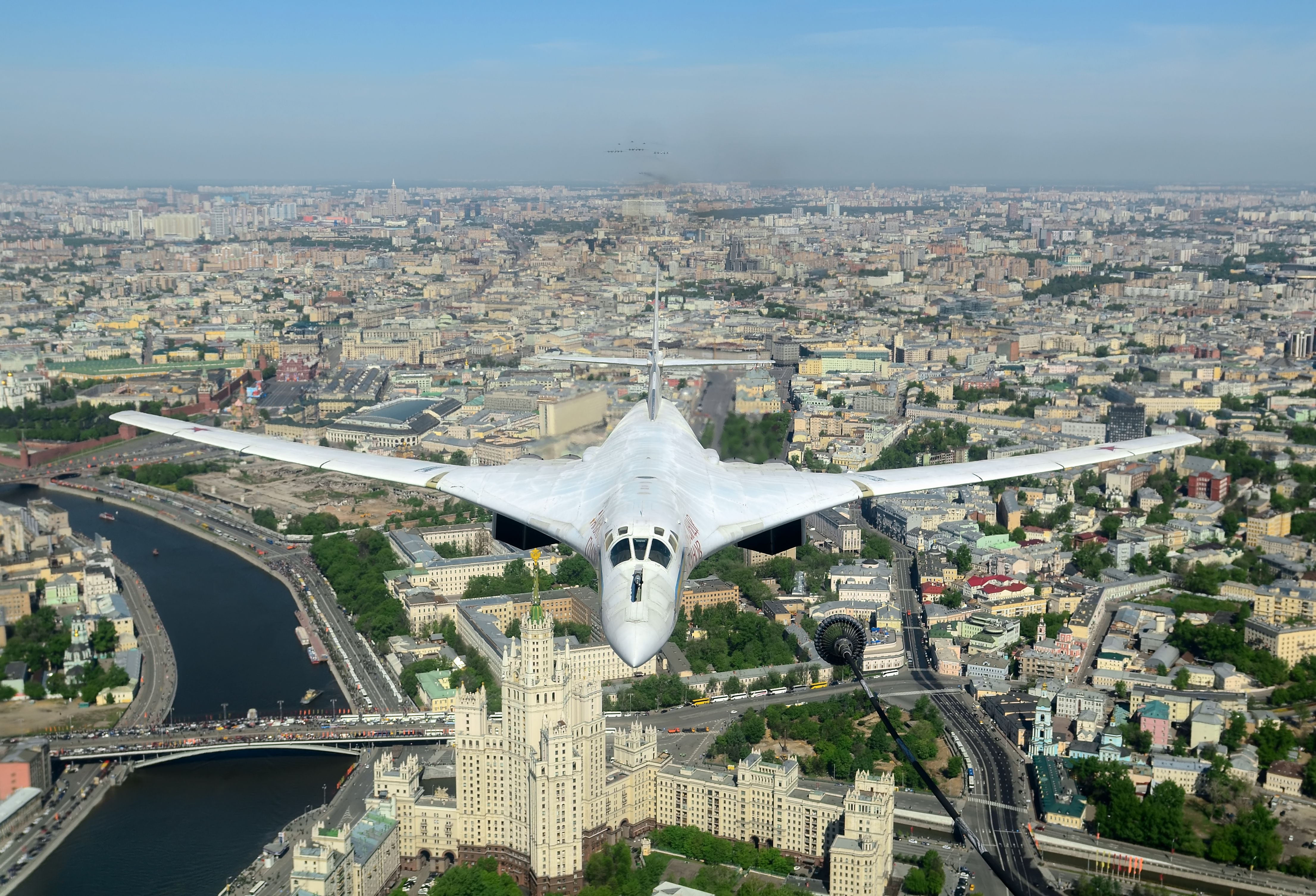
Tu 160

È progettato per distruggere obiettivi strategici nel cuore del territorio nemico, come ad esempio basi di rifornimento, fabbriche, ponti e porti, per indebolire la sua capacità di condurre la guerra. Di solito è un aereo di grandi dimensioni e in grado di portare una grande quantità di ordigni, anche nucleari; fino a pochi decenni fa trasportavano solo bombe a caduta libera non guidate, mentre oggi sono attrezzati per lanciare anche i missili guidati. Alcuni modelli famosi furono il B-17 Flying Fortress, il B-29 Superfortress (quello che sganciò la prima bomba atomica), l'Avro Lancaster, il B-52 Stratofortress, il Convair B-58 Hustler, il Rockwell B-1 Lancer, il moderno B-2 Spirit, il Tupolev Tu-95 e il supersonico Tupolev Tu-160.

### Bombardiere tattico

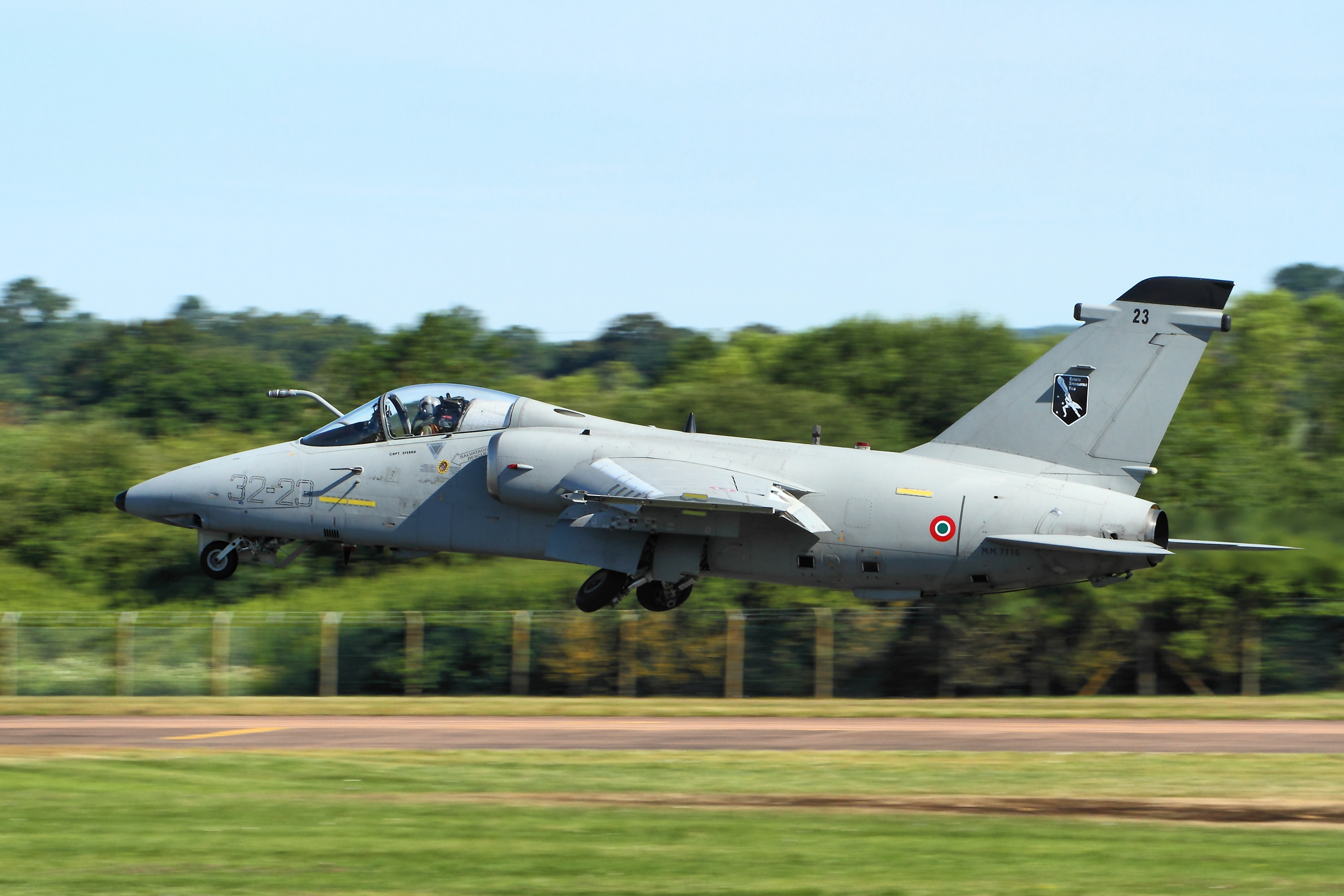
AMX international "Ghibli".

È più piccolo di quello strategico ed opera su distanze minori, di solito in prossimità delle truppe di terra. Con questo nome si indicano diversi tipi di progetto; in termini moderni qualsiasi bombardiere che non è stato concepito come strategico ricade in questa categoria. 

#### Bombardiere in picchiata

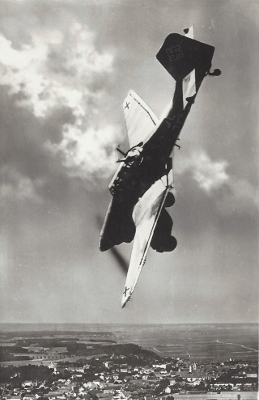
Junkers Ju 87 "Stuka".

È un tipo di bombardiere che sgancia la sua bomba mentre vola in picchiata verso l'obiettivo, in modo da aumentarne la precisione. Questa tecnica richiede maestria da parte del pilota; inoltre l'aereo deve essere molto robusto strutturalmente perché deve sostenere durissime sollecitazioni, specialmente in fase di richiamata. Questo tipo di aereo fu molto usato durante la seconda guerra mondiale dai tedeschi, che lo impiegarono diffusamente nelle loro Blitzkrieg. Dopo la guerra, i bombardieri in picchiata non furono più usati, anche a causa dell'uso dei missili guidati, che permettevano una grande precisione nel colpire l'obiettivo senza rischiare velivolo ed equipaggio. I più conosciuti sono lo Junkers Ju 87 Stuka, il Douglas SBD Dauntless e il giapponese Aichi D3A.

#### Aerosilurante

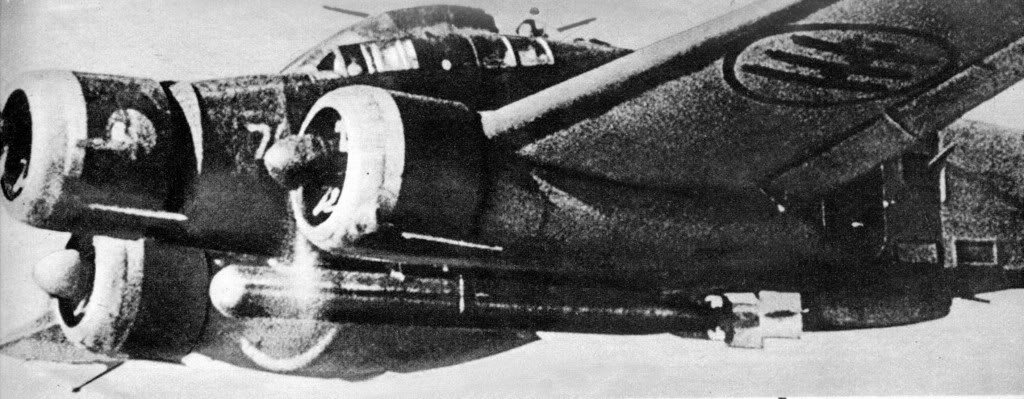
L'italiano Savoia-Marchetti S.M.79, utilizzato con successo nel ruolo di aerosilurante.

Questo tipo di aereo era progettato per sganciare i siluri, e quindi era utilizzato in tutti i teatri di combattimento navale. Coprire questo ruolo era molto impegnativo perché bisognava volare a bassa quota e si era costantemente bersagliati dalla contraerea nemica: in queste condizioni e con un brevissimo lasso di tempo il pilota doveva decidere se sganciare il siluro o abbandonare l'attacco. Famosi aerosiluranti furono il Grumman TBF Avenger e l'italiano Savoia-Marchetti S.M.79, che sebbene fosse concepito come bombardiere per obiettivi terrestri dimostrò ottime capacità in questo ruolo.

#### Aereo da attacco al suolo

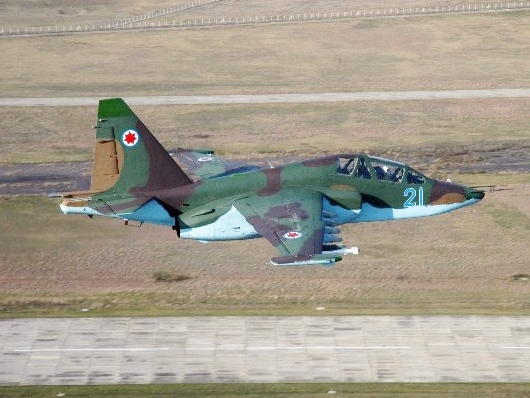
Sukhoi Su-25

Gli aerei da attacco al suolo (ground attack) sono progettati per attaccare in ruolo primario obiettivi di terra nei pressi del campo di battaglia, come ad esempio bunker, depositi, ponti o anche carri armati, concentrazioni di fanteria ecc. Operano a volte a stretto contatto con le truppe di terra (in close air support - supporto aereo ravvicinato), badando a non incorrere in incidenti di "fuoco amico", e vengono utilizzati come se fossero pezzi di artiglieria volanti. Sono molto agili e veloci ma non possono competere con gli aerei da caccia.
Esempi di questo tipo di bombardiere erano l'Ilyushin Il-2 Šturmovik (chiamato anche "carro armato volante"), lo Henschel Hs 129 e i moderni Fairchild A-10 Thunderbolt (Warthog) e SU-25 Frogfoot. Durante la seconda guerra mondiale, versioni dello Ju-87 'Stuka' che dell'Iliushin Il-2 vennero convertite per questo ruolo, montando cannoncini da 37mm in contenitori sub-alari per operazioni specializzate contro i mezzi blindati.

#### Cacciabombardieri

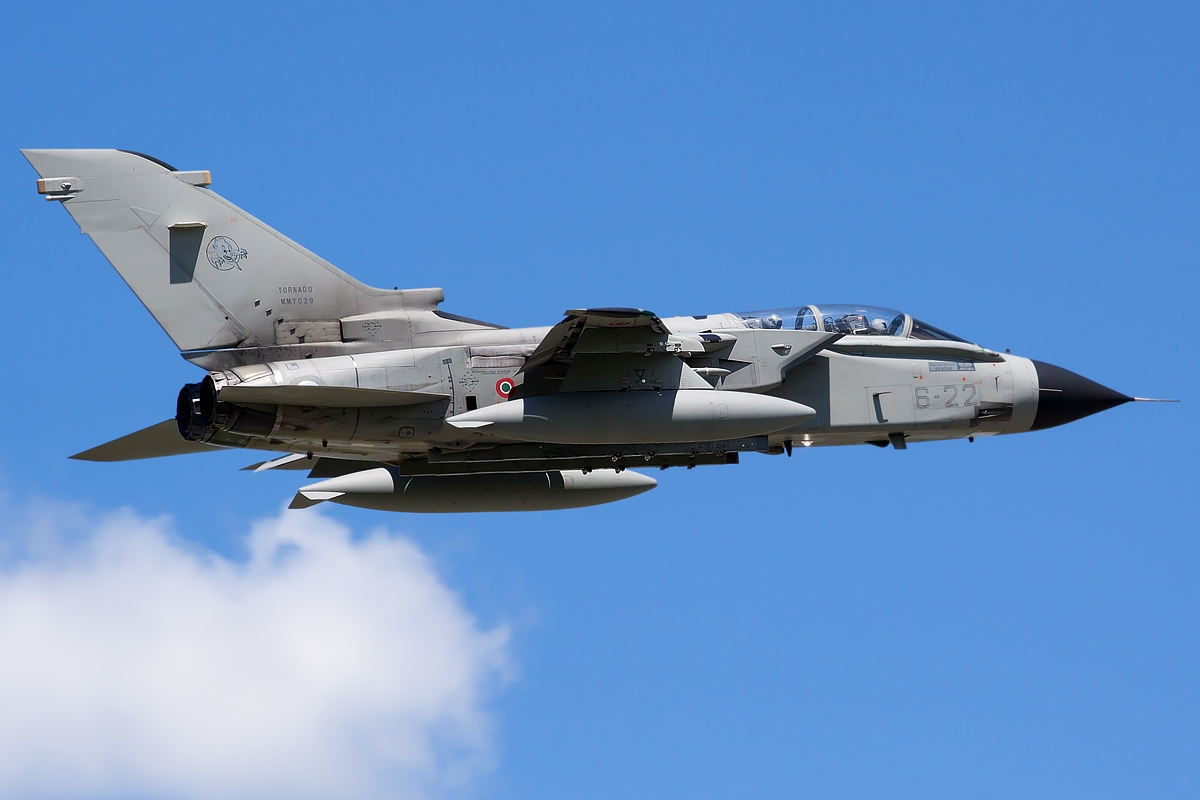
Panavia Tornado.

Sono aerei multiruolo che possono, almeno teoricamente, essere equipaggiati sia per combattimenti aria-aria che aria-terra: questo è dovuto soprattutto ai progressi nel campo dell'avionica e dei motori. Modelli famosi del passato furono il De Havilland Mosquito, gli Hawker Tempest e Typhoon nonché il P-47 Thunderbolt; e più recentemente, tra gli altri, il McDonnell Douglas F-4 Phantom II, il Panavia Tornado, il Dassault Mirage 2000N/D e il Dassault Rafale, il McDonnell Douglas F/A-18 Hornet e F/A-18 Super Hornet.